# كريس فيشر
كريس فيشر (بالإنجليزية: Chris Fisher)‏ هو كاتب سيناريو ومنتج أفلام ومخرج أمريكي، ولد في 30 ديسمبر 1971 في باسادينا في الولايات المتحدة.

## وصلات خارجية
- كريس فيشر على موقع IMDb (الإنجليزية)
- كريس فيشر على موقع ألو سيني (الفرنسية)
- كريس فيشر على موقع أول موفي (الإنجليزية)
- كريس فيشر على موقع قاعدة بيانات الأفلام السويدية (السويدية)
- كريس فيشر على موقع قاعدة بيانات الفيلم (الإنجليزية)
- كريس فيشر على موقع كينوبويسك (الروسية)